# Emma Weyant
Emma Weyant (Sarasota, 24 de dezembro de 2001) é uma nadadora estadunidense, medalhista olímpica.

## Carreira
Weyant conquistou a medalha de prata nos Jogos Olímpicos de Verão de 2020 em Tóquio na prova de 400 m medley feminino com a marca de 4:32.76.